# Comuna Maiske, Djankoi
Maiske (în ucraineană Майське) este o comună în raionul Djankoi, Republica Autonomă Crimeea, Ucraina, formată din satele Blîjnie, Larîne, Maiske (reședința), Okteabr și Polove.

## Demografie
Componența lingvistică a comunei Maiske
     Rusă (57,2%)
     Tătară crimeeană (27,34%)
     Ucraineană (14,79%)
     Alte limbi (0,23%)
Conform recensământului din 2001, majoritatea populației comunei Maiske era vorbitoare de rusă (57,2%), existând în minoritate și vorbitori de tătară crimeeană (27,34%) și ucraineană (14,79%).